# Clematis lathyrifolia
Clematis lathyrifolia (syn. Clematis pseudoflammula Schmalh. ex Lipsky) — вид квіткових рослин з родини жовтецевих (Ranunculaceae).

## Опис
Багаторічна трав'яниста рослина 50–60 см заввишки. Стебло пряме, міцне, у верхній частині б.-м. звивисте, тонко ребристе, слабо запушене. Листки двічі перисті, з дрібнішими частками, 10–15 мм завдовжки, голі чи слабо запушені, знизу різко виступають жилки; листкові ніжки сильно запушені. Квітки білуваті, 10–12 мм у довжину.

## Поширення
Поширення: Україна, Росія, Південний Кавказ.
В Україні вид росте на оголеннях різних порід, рідше на степових схилах — у Донецькому Лісостепу та Лівобережному Степу, зрідка.